# Pachydissus nubilus
Pachydissus nubilus är en skalbaggsart som först beskrevs av Francis Polkinghorne Pascoe 1863.  Pachydissus nubilus ingår i släktet Pachydissus och familjen långhorningar. Inga underarter finns listade i Catalogue of Life.